# Lise Stegger
Lise Stegger (født 19. oktober 1962 i Aarhus) er en dansk skuespiller, foredragsholder og underviser.
Lise Stegger fik sin spillefilmsdebut i 2002 i filmen At kende sandheden. Hun har desuden medvirket i Unge Andersen og Drømmen. Hun arbejder primært som teaterskuespiller og sanger.
Hun er gift med skuespilleren Niels Ellegaard.